# ストライカー装甲車
ストライカー（Stryker）は、アメリカ陸軍の装輪装甲車ファミリーである。LAV（ピラーニャ）の一つであるLAV-IIIをベースに開発され、様々な派生型がある。
製造は、米ジェネラル・ダイナミクス社の子会社であるジェネラル・ダイナミクス・ランド・システムズ社（GDLS：General Dynamics Land Systems）が行っており、アメリカ軍向けに4,466両が生産された。

## 概要

アフガニスタンに派遣されたストライカー。車体上面ハッチ周辺にブラストパネルと呼ばれる装甲板が追加されている他、スラットアーマーやデュークIED妨害装置を追加装備している

アメリカ陸軍が進めている再編計画（トランスフォーメーション）の一環として計画された装甲車。1999年10月に地域紛争やテロに対して迅速に戦力を展開するミディアム旅団戦闘団（後のストライカー旅団戦闘団 (SBCT : Stryker Brigade Combat Team) ）の構想が発表され、それに続く各種試験車両の部隊運用実験により同旅団の中核として選定された。
当初こそ、ストライカー旅団構想の要求からC-130輸送機に搭載が可能な重量に抑えることが求められていたが、計画の進行に従い空輸による戦力投射については次第に話題とならなくなっていった。
大まかには従来のハンヴィーのみで移動していたアメリカ陸軍軽歩兵に装甲、火力、戦術機動力を与える存在である。また、軍のネットワーク化の部隊実験にも好適であり、各種通信装置、ネットワーク情報システムなどが装備されている。典型的なRMAに対応している。

## 来歴
ストライカー装甲車はジェネラル・ダイナミックス・ランドシステムズ（GDLS）が自社ベンチャーで開発したものであった。ベース装甲車はスイスのモワク社製「ピラーニャIII」八輪装甲車のカナダ向けに再設計された「LAV-III」シリーズで、アメリカ陸軍のストライカー旅団の戦闘車両として採用された。
アメリカ陸軍は他候補車としてIBCT（Interim Brigade Combat Team）がアメリカ合衆国本土西海岸のフォートルイスにて編成されるのと平行して米国内外から様々な車両を集めて評価試験を行い選定した。このうちM113A3については同車のメーカーが選定に異議を唱え、GAO（アメリカ会計検査院）などは両者を比較した報告書を作成するなどしている。
ストライカーの名称は、2名の議会名誉勲章受章者から来ている。第二次世界大戦で活躍したスチュアート・S・ストライカー一等兵（en:Stuart S. Stryker）と、ベトナム戦争で活躍したロバート・F・ストライカー四等特技兵（en:Robert F. Stryker）の両名である。アメリカ陸軍の装甲戦闘車両（AFV）に愛称をつける場合は功績の高い将官の名をとるのが通例であり（パットン、パーシング、エイブラムス、ブラッドレーなど）、議会名誉勲章受章者とはいえ一般歩兵からその名が取られるのは異例であるといえる。他の類例として、第一次世界大戦の名射手ヨーク軍曹（en:Alvin York）から取られたM247サージェント・ヨーク対空戦車があった。下士官の名前が由来となっていたが、車両の開発そのものは、その後に中止されている。

## 設計

### 武装

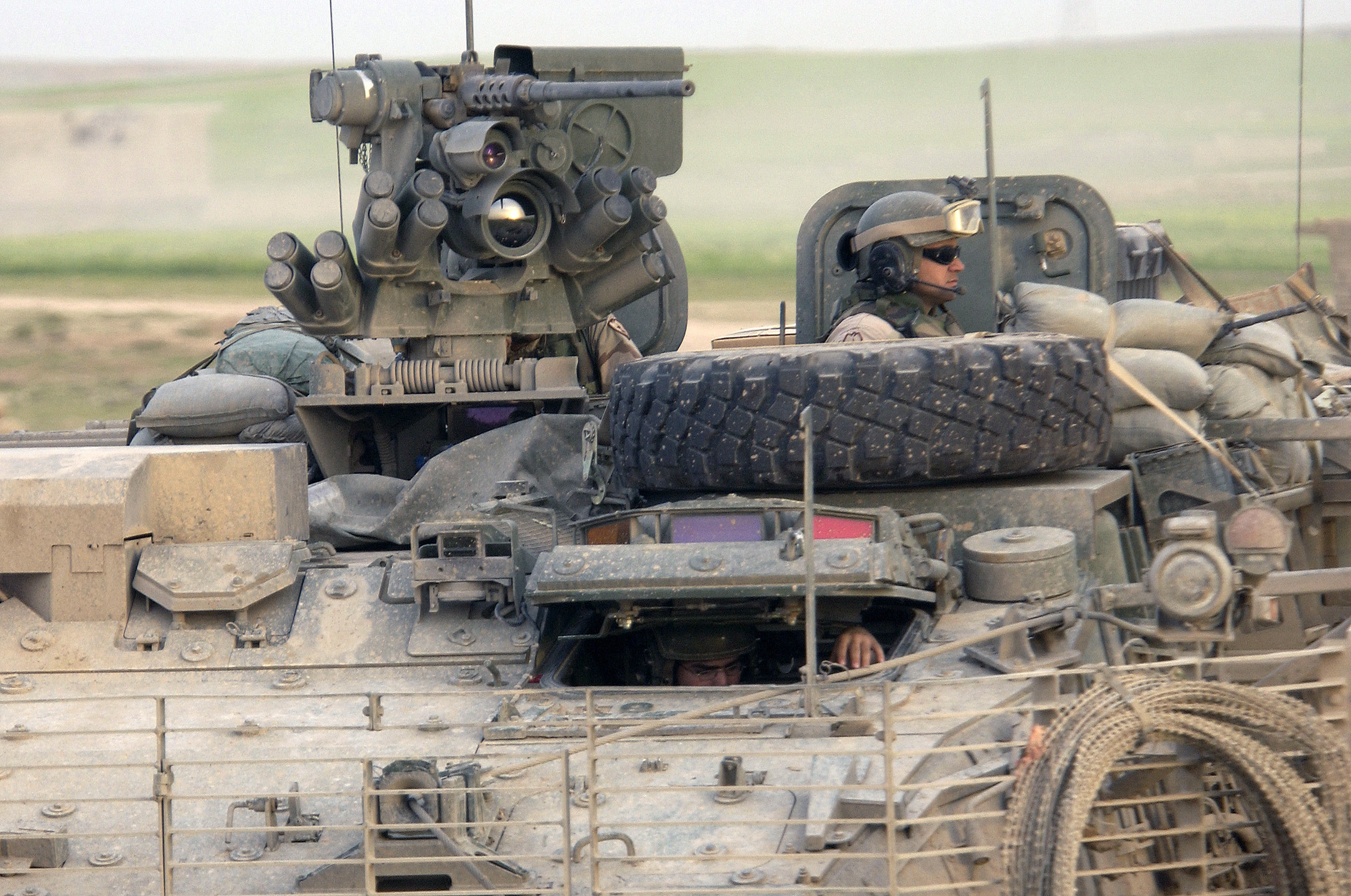
プロテクターM151 RWS（12.7mm重機関銃M2装備型）

各種派生型中最も生産車両数が多く、主力となるのは兵員輸送車型（ICV）で、車体上面にノルウェーのコングスベルグ・ディフェンス&エアロスペース社製「プロテクターM151」RWS（Remote Weapon Station）が設置されている。プロテクターM151には12.7mm重機関銃M2（400発）、7.62mm機関銃M240（3,400発）、40mm擲弾発射器Mk 19（120発）のいずれか一つが取り付け可能となっている。
RWSに取り付けられたカメラの映像を車内のモニターで見ながら操作可能であり、射手が体を曝す事無く目標を攻撃できる事から都市戦闘などにおいて威力を発揮する。また、熱線映像装置が組み込まれており、夜間の戦闘も可能となっている。

### 防御力
兵員輸送車として装甲防御力はある程度考慮しなければならないが、C-130による空輸を想定しているため、非常に軽装甲である。しかし、最低限度の装甲防御力は有しており、高硬度鋼板の上にはドイツのIBDダイセンロト・エンジニアリング社（IBD/Deisenroth）で製造されているセラミックス製Mexas（メクサス）複合装甲パネルが装着されている。この装甲は、2種類の特殊セラミック複合材が積層され内側の鋼板に直接溶接され全面に取り付けられており、300m以内からの14.5mm弾と、155mm砲弾の至近炸裂に耐えられる性能を有する。また、直撃弾による内部剥離を防止するアメリカのデュポン社が開発したケブラー繊維内張りが搭乗員席および兵員室内側全面に装着されており、乗員の生存性を高めている。この他には、対戦車地雷対策として車両下部にもメクサス装甲が装着されているが、被害を完全に防げる性能はなく、乗員の生存性をある水準内に確保する程度である。
また、イラクに派遣されている車両に見られる檻の様な装甲は、スラットアーマーと呼ばれる追加装甲で、ゲリラやテロ組織が使うRPG-7対戦車擲弾を防ぐことを目的に使われている。

### 空輸性
ストライカー装甲車は輸送機による空輸を考慮されており、C-130戦術輸送機で1両、C-17戦略戦術輸送機で4両、C-5戦略輸送機で最大7両搭載可能となっている。追加装甲はC-130の最大積載量との兼ね合いで重量増となるため、オプションとなっている。RPG-7の直撃に耐えうるERA装甲（リアクティブ・アーマー）も装着可能だが、C-130で空輸する場合こちらも重量オーバーとなるため現地での後付式となっている。
1999年10月のAUSA（アメリカ陸軍協会）にて当時の陸軍参謀総長エリック・シンセキ大将が演説した時点では戦略機動性が非常に強調されていた。しかし、その後、開発が進展し部隊が整備され装備車両が選定されてC-130と実車を使っての実験が行われるに従い、C-130に搭載して戦域内を輸送するのは現実性に欠ける場合が多々あることが明らかとなるが、それでも調達され続けているのは装輪の特徴による路上での長距離行軍による戦域内移動が十分に実用性があること、つまり、対反乱作戦において戦場間機動する能力を軽歩兵部隊に与える能力ゆえであろう。
実際に2003年末に始まるイラク派遣をストライカー旅団戦闘団は3個旅団で合計4回経験している（2006年8月時点）。ところが、重装備をアメリカ本土から運ぶ場合においてほぼ全ての場合、RO-RO船により海上輸送されている（例外は報道されている限りでは派遣中の部隊に全損車両の代替をC-17で運んだ時のみ）。また、2006年にアメリカ西海岸フォートルイスから欧州ドイツへ1個旅団戦闘団が移転したが、この際も同旅団の重装備はストライカー装甲車を含めて海上輸送により運ばれた。

### 比較
|          | 96式          | M1126       | CM-32       | ZBL-08      | ボクサー    | AMV          | ブーメランク   | エイタン     |
| -------- | ------------- | ----------- | ----------- | ----------- | ----------- | ------------ | -------------- | ------------ |
| 画像     |               |             |             |             |             |              |                |              |
| 全長     | 6.84 m        | 6.95 m      | 7.0 m       | 8.0 m       | 7.88 m      | 7.70 m       | 8.0 m          | 不明         |
| 全幅     | 2.48 m        | 2.72 m      | 2.70 m      | 2.1 m       | 2.99 m      | 2.80 m       | 3.30 m         | 2.80 - 3.0 m |
| 全高     | 1.85 m        | 2.64 m      | 2.30 m      | 3.00 m      | 2.37 m      | 2.30 m       | 3.00 m         | 2.5 - 3.00 m |
| 重量     | 約 14.5 t     | 約 16.47 t  | 約 22.0 t   | 約 21.0 t   | 25.2 - 33 t | 16 - 26 t    | 約 25 t        | 30 - 35 t    |
| 最大出力 | 360 hp        | 350 hp      | 450 hp      | 440 hp      | 805 hp      | 480 - 600 hp | 750 hp         | 750 hp       |
| 最高速度 | 100 km/h      | 100 km/h    | 105 km/h    | 105 km/h    | 103 km/h    | 100 km/h     | 100 km/h       | 90 km/h      |
| 乗員数   | 2名+戦闘員8名 | 2名+兵員9名 | 3名+兵員7名 | 3名+兵員7名 | 3名+兵員8名 | 3名+兵員12名 | 3名+兵員7～9名 | 3名+兵員9名  |

## 派生型

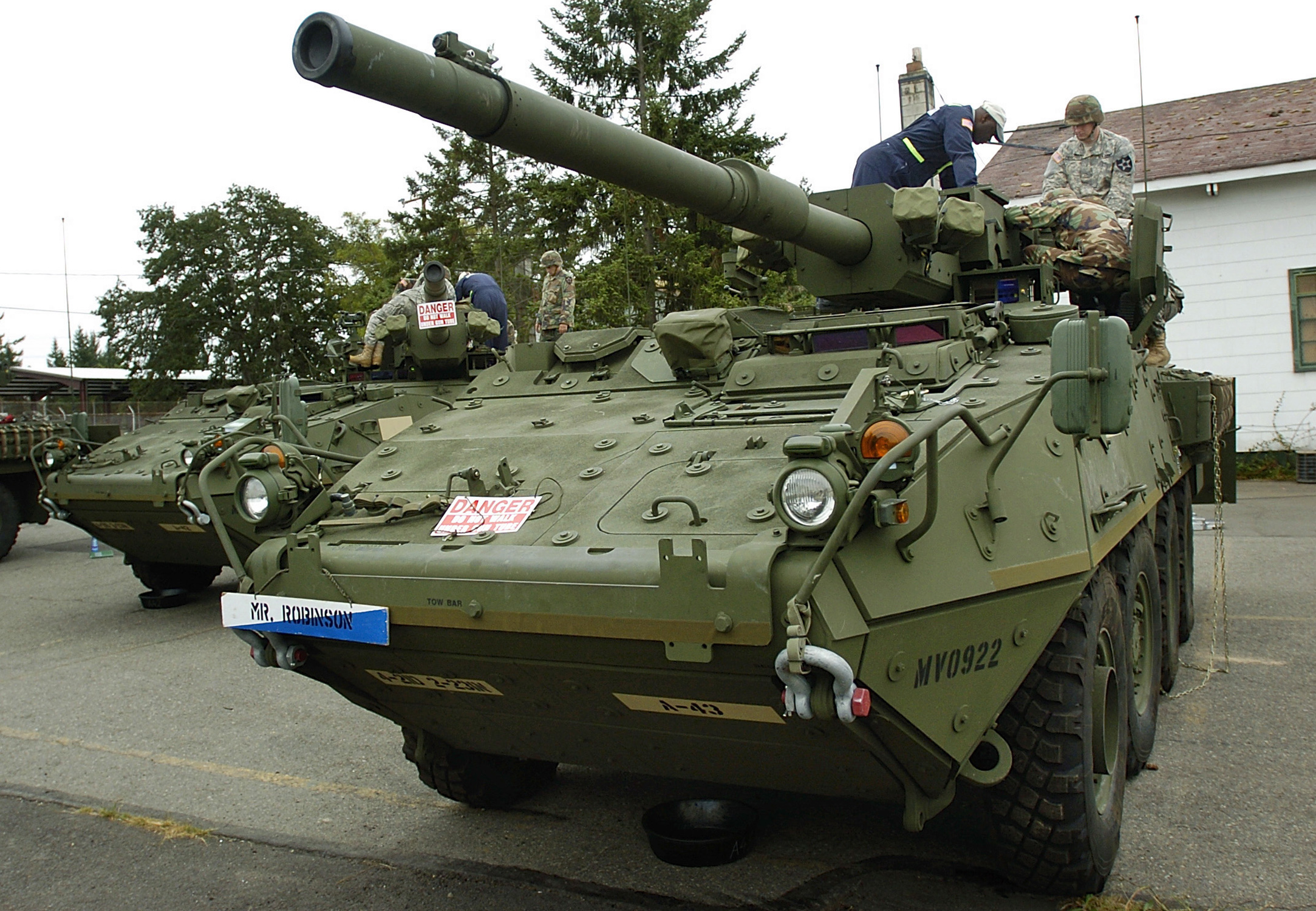
M1128 ストライカーMGS

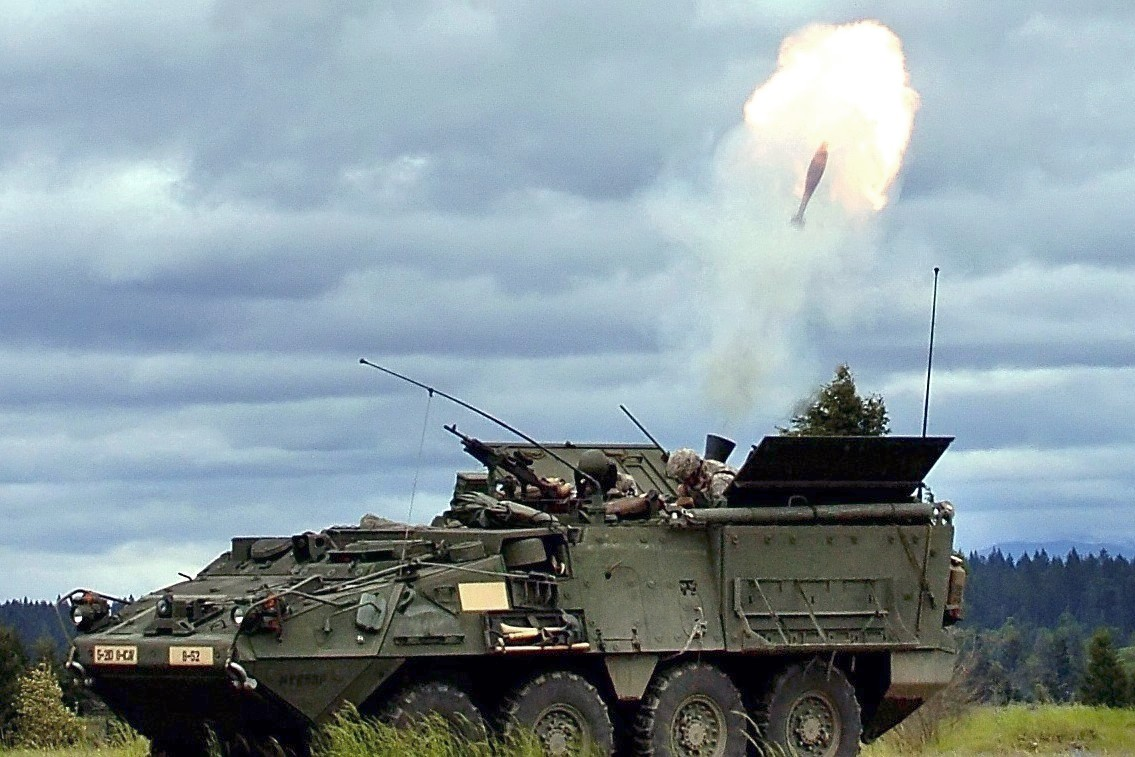
M1129 ストライカーMC

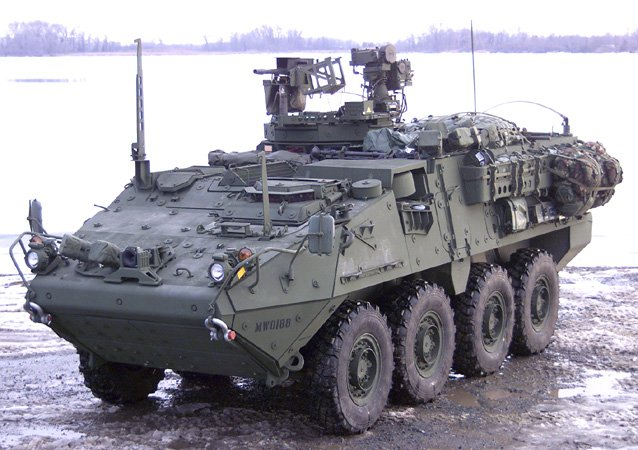
M1131ストライカーFSV

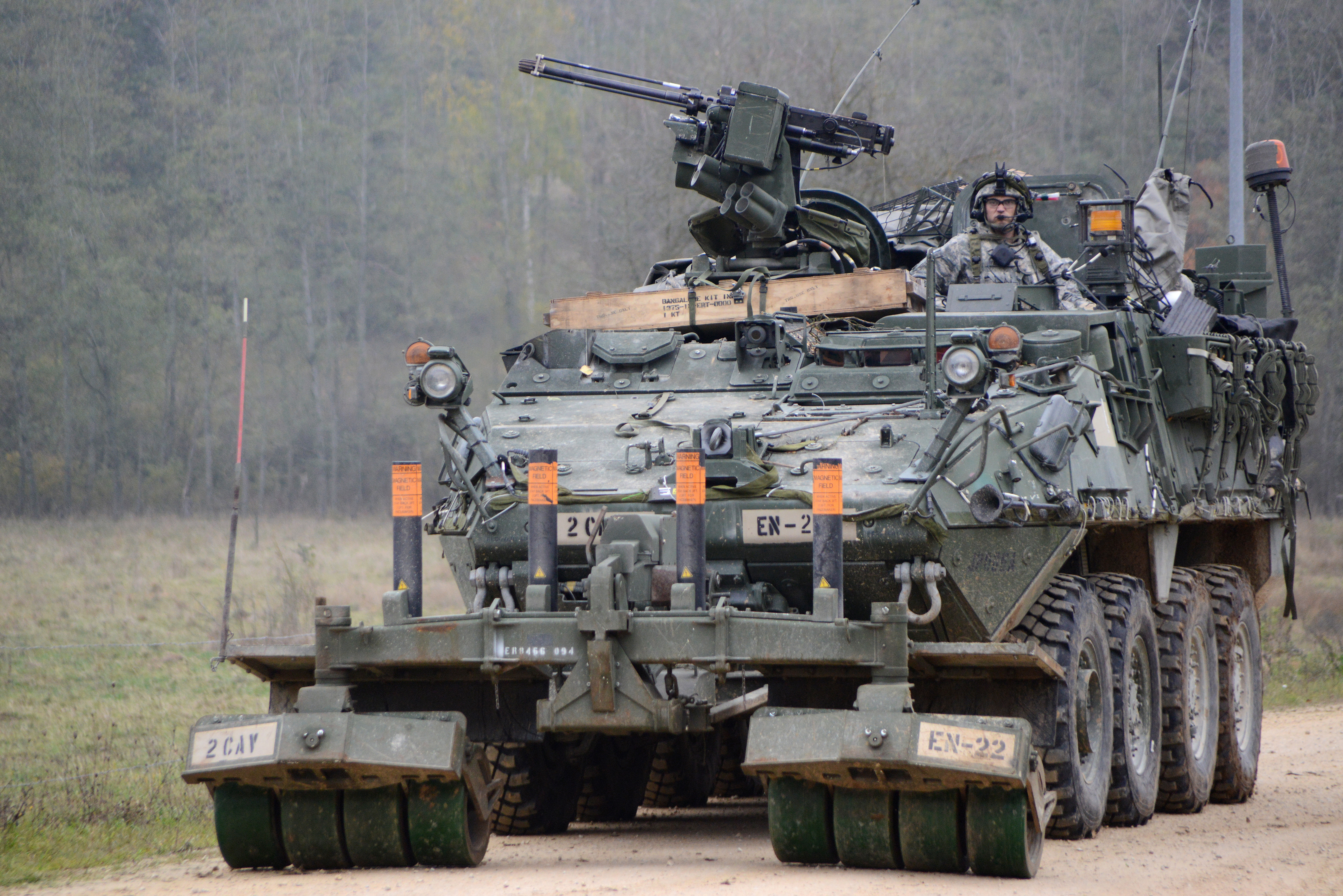
M1132 ストライカーESV

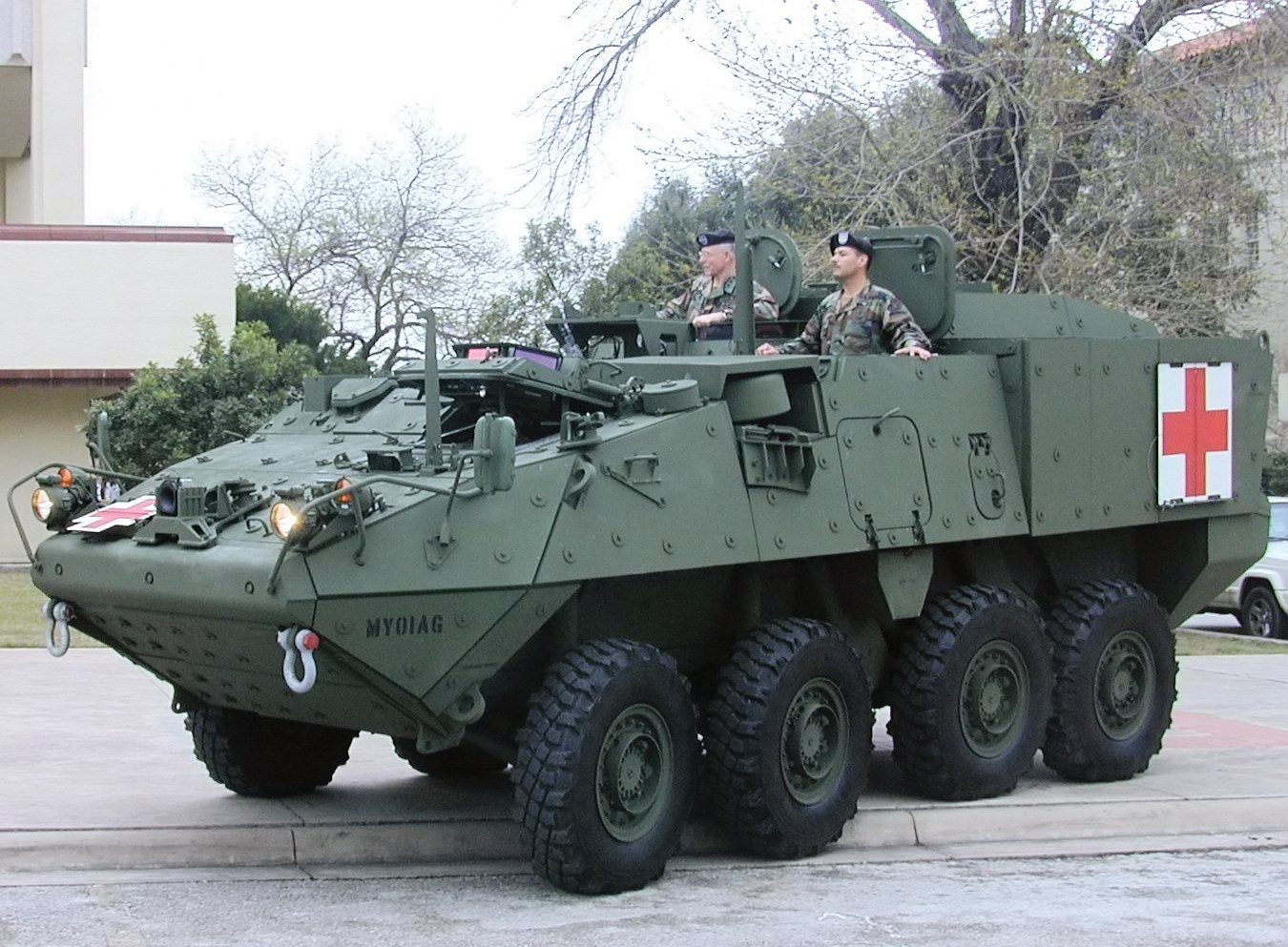
M1133 ストライカーMEV

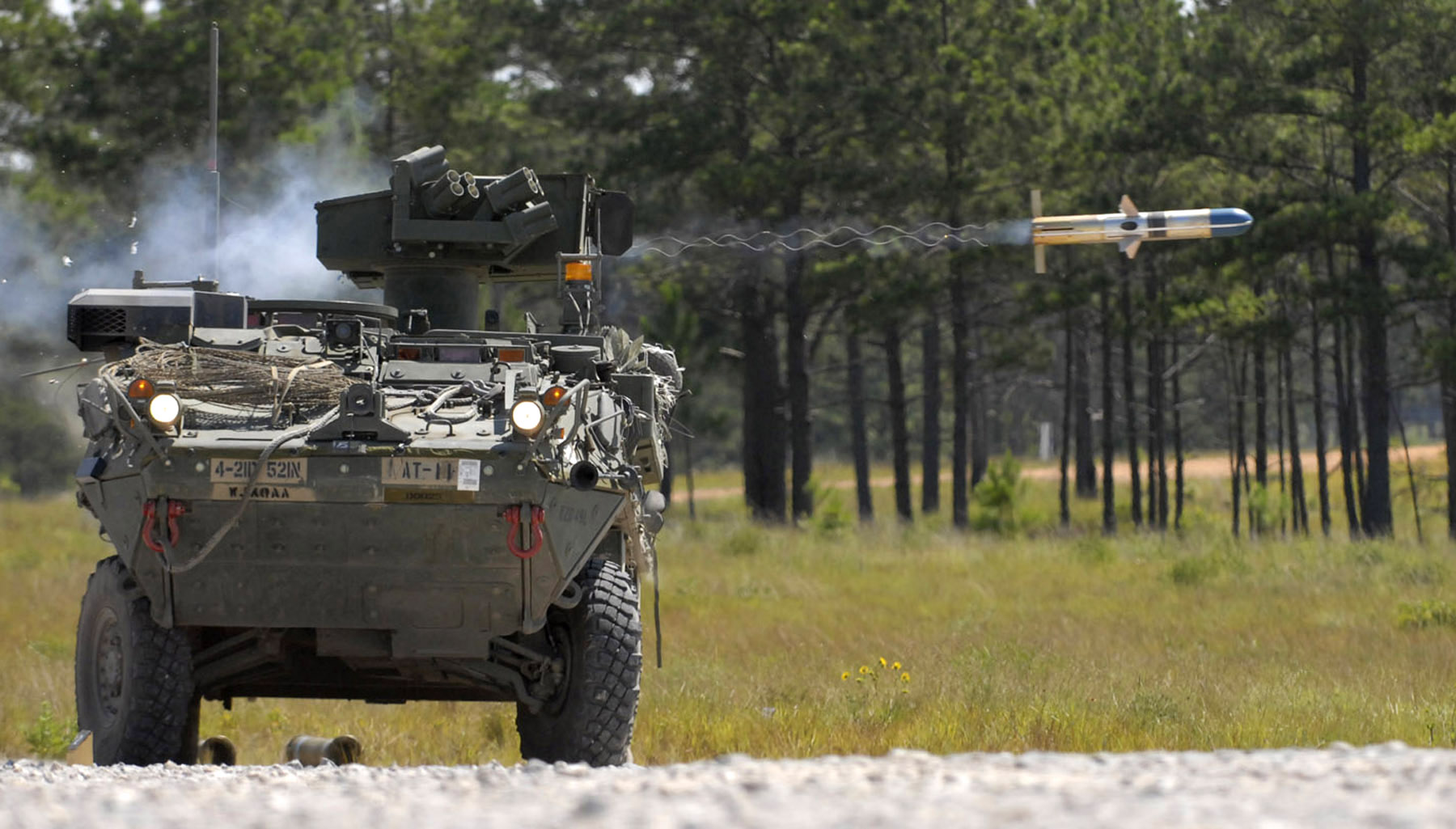
M1134 ストライカーATGM

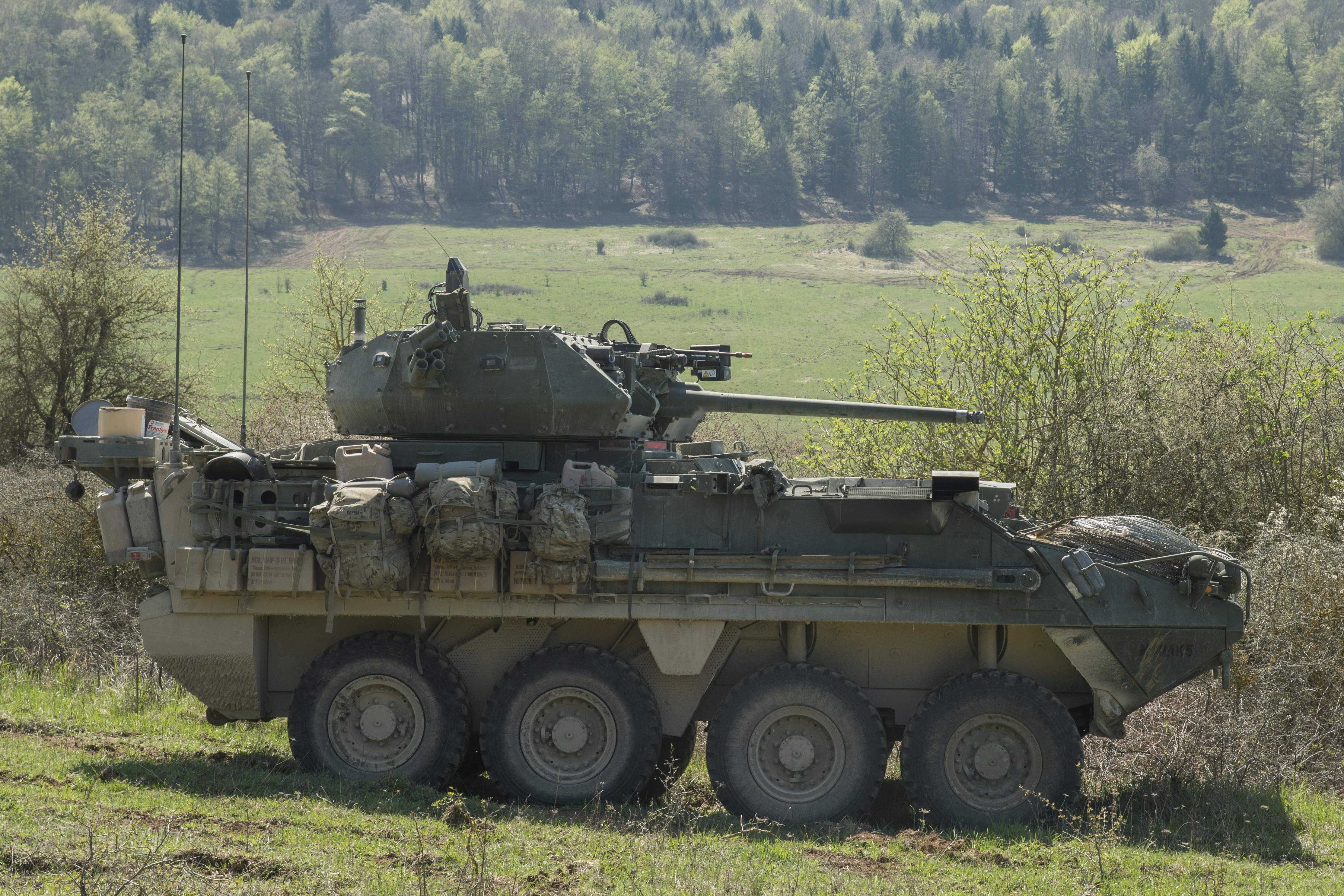
XM1296 ストライカーICVD

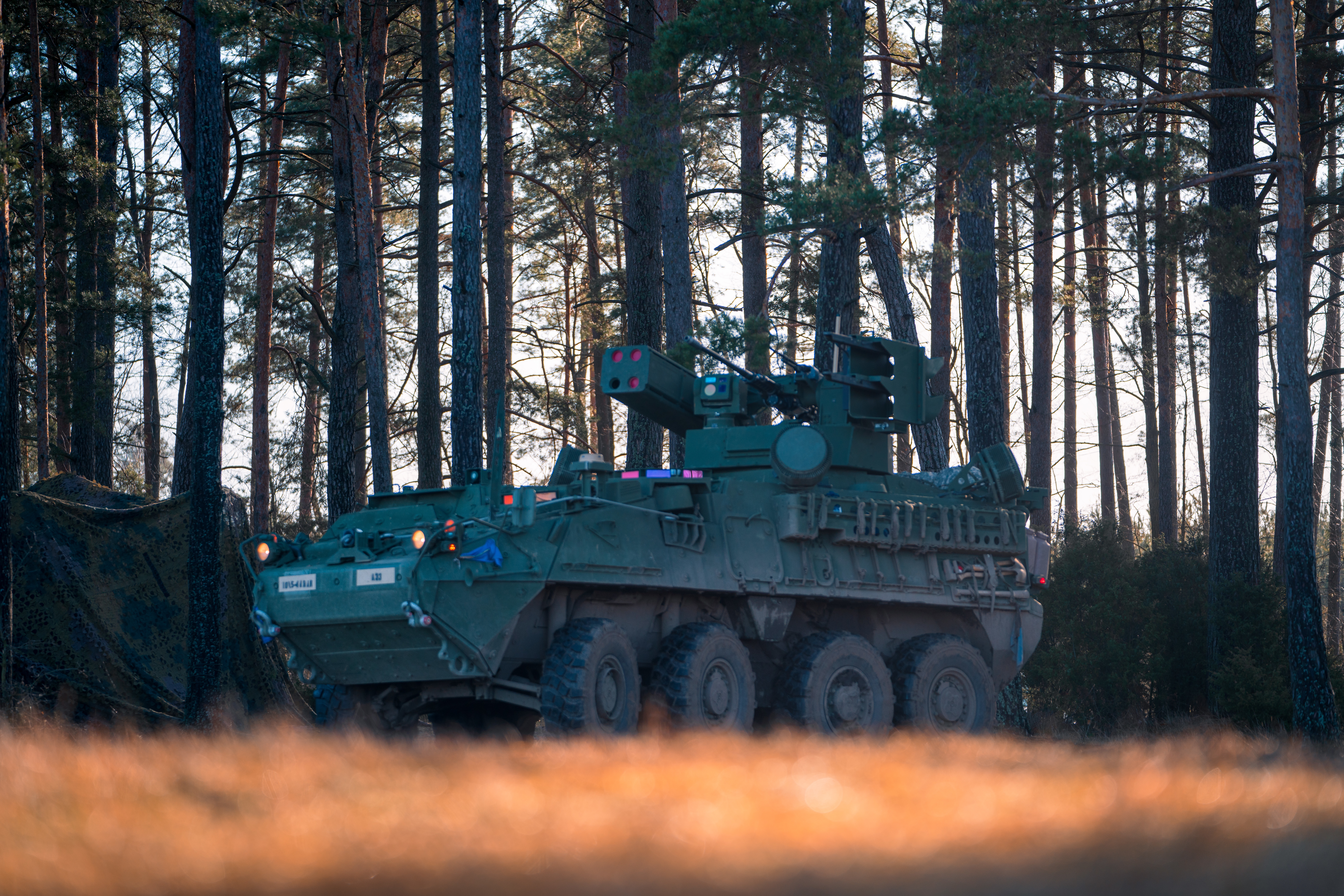
ストライカーIM-SHORAD

以下は全て実車が存在する。機動砲システム（自走砲）についても低率初期生産（LRIP）に入り、部隊配備が開始された（ただし、試験は平行して続けられているとの報道あり）。そして、2007年にてイラクに派遣されるストライカー旅団が初めて機動砲をイラクに27両持ち込むという報道がある。
配備先についてはアメリカ陸軍のストライカー旅団戦闘団の場合である。
M1126 ストライカーICV
Infantry Carrier Vehicle - 兵員輸送車
ストライカー旅団戦闘団の3個歩兵大隊に配備され、歩兵を輸送するための車両。車体上面にプロテクターM151RWSが取り付けられている。

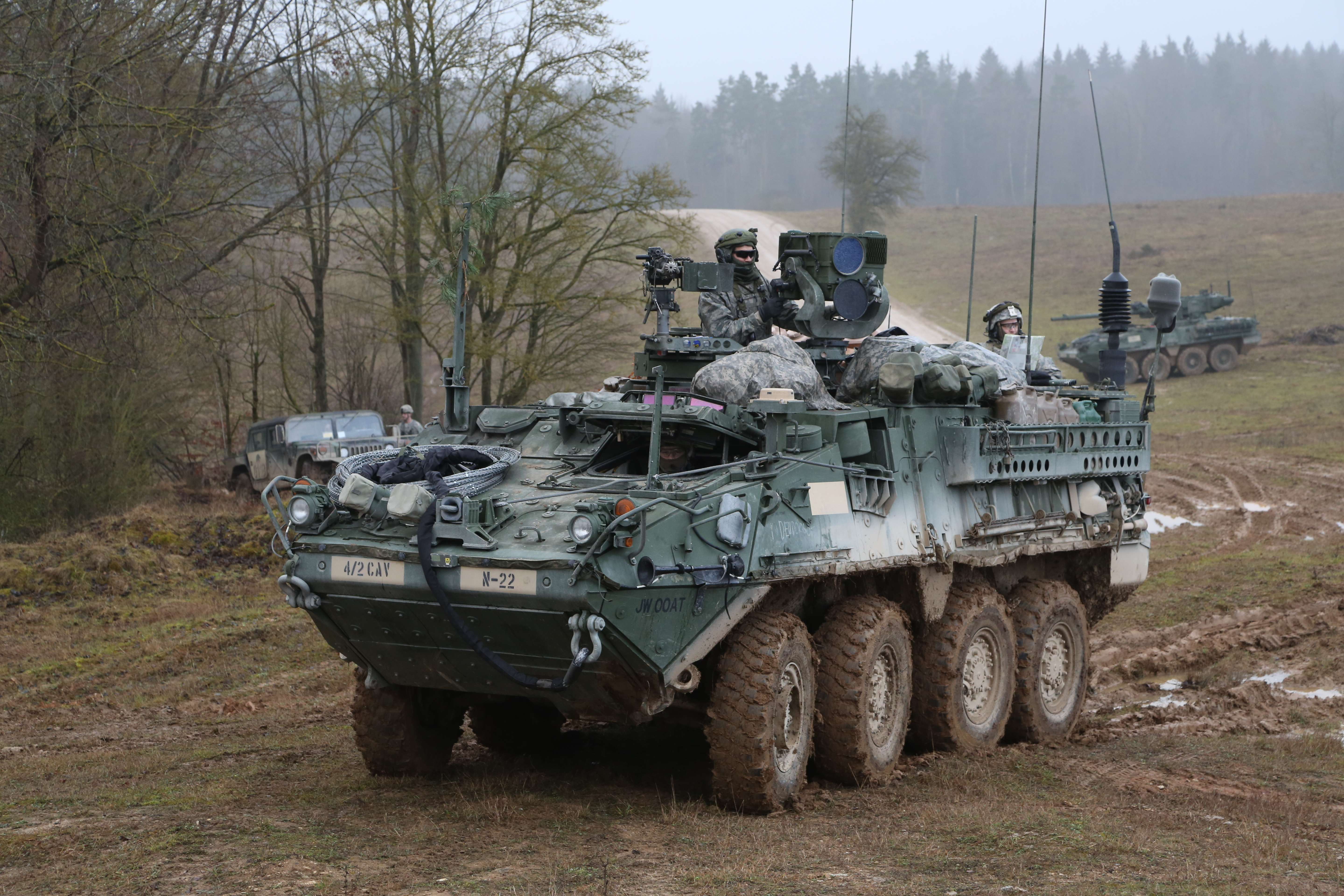
M1127 ストライカーRV
Reconnaissance Vehicle - 偵察車
ストライカー旅団戦闘団のRSTA（偵察、捜索、目標捕捉）大隊に主として配備され、偵察員を輸送するための車両。車体上面にレイセオン社製マルチセンサー式偵察用光学機材"LRAS3"が取り付けられている。
M1128 ストライカーMGS
Mobile Gun System - 機動砲システム
各歩兵大隊隷下歩兵中隊のMGS小隊（3両編成）に配備される直接火力支援用の自走砲型。装填装置の不具合から開発が遅れたが、2006年から米国内への配備が進められた。専用に開発されたシャーシの車体に、105mm砲M68A1E4を装備したGDLS社製の「105mmロープロファイル砲塔」（105mm Low Profile Turret）を搭載している。搭載砲の種類については米軍のサイトではM68A1E4と書かれているが、GDLS CanadaのサイトではM68A1E1と書かれている。試作車の主砲にはマズルブレーキやサーマルジャケットが付いていた物も見られたが、現在イラクで活動している車両にはそれらの存在は見受けられない。副武装は主砲同軸の7.62mm機関銃M240と、車長用の12.7mm重機関銃M2。主砲左右に4基のM6発煙弾発射機、計16発が備えられている。
前面投影面積を抑えた砲塔の形状から無人砲塔のように見えるが、砲塔バスケット内の右側に車長・左側に砲手が搭乗するため実際には有人砲塔である。砲塔は全周旋回可能で、主砲は+18度の仰角、-8度の俯角を取れる。砲手用照準潜望鏡は砲手席の上の砲塔上面に設置、車長用照準潜望鏡（全周旋回可能）は主砲上面後方に設置される。砲塔はテレダイン・コンチネンタル・モータス社（Teledyne Vehicle Systems）が1985年頃に試作したとされる「AGS」（Armored Gun System）が大元になっている。Teledyne Vehicle Systems社が1996年にジェネラル・ダイナミクス社に買収された事で、AGSは1997年にGDLS社によって「Expeditionary Tank」（Prototype）とされた。そして、GDLS社はASCOD歩兵戦闘車の軽戦車バージョン試作車に、Expeditionary Tank（Prototype）の改良型と見られる砲塔を搭載して試験を行ったが、この砲塔は後のMGSに搭載された砲塔と外観的特徴がほとんど同一であった。
砲弾は砲塔バスケット内の車長席と砲手席の間にある回転式弾倉に8発と、車体後部に設置される回転式の砲弾補充装置（Replenisher）に10発の計18発を搭載している。砲弾は車体後部の砲弾補充装置に人力で搭載し、砲弾補充装置から回転式弾倉へは自動で給弾できる。ただし、物理的に考えて自動給弾は砲塔バスケット（回転式弾倉）が12時方向を向いている時しか行えないと見られる。自動装填装置の装填システムは、砲塔バスケット内の回転式弾倉が一番上の砲弾を斜め上に持ち上げ、その砲弾をラマーが掴んで引き上げて主砲に装填する機構である。サイクルレートは6秒で、射撃後の薬莢は主砲後方の車外に排莢される。
M1129 ストライカーMC
Mortar Carrier - 迫撃砲搭載車
ストライカー装甲車の車体内に迫撃砲座を設けている。ストライカーMCは120mm迫撃砲M121を搭載しており、更に各歩兵大隊に直属する迫撃砲小隊に配備される車輌は81mm迫撃砲M252を、歩兵中隊の迫撃砲班に配備される車輌は60mm迫撃砲M224をそれぞれ牽引しており、乗員が降車して随時使用する。
M1130 ストライカーCV
Command Vehicle - 指揮車
M1131 ストライカーFSV
Fire Support Vehicle - 砲兵前線観測車
M1132 ストライカーESV
Engineer Squad Vehicle - 工兵車
工兵の作業用のアタッチメント装備が用意されている派生型。旅団直属の工兵中隊に配備される。
M1133 ストライカーMEV
Medical Evacuation Vehicle - 野戦救急車
M1134 ストライカーATGM
Anti-Tank Guided Missile Vehicle - 対戦車誘導ミサイル車
車体上面にBGM-71 TOW対戦車ミサイルの2連装発射装置を備えている。旅団直属の対戦車小隊に配備されるほか、一部の旅団では機動砲が配備されるまでの間、代替を務めているとの報道があった。
M1135 ストライカーNBC RV
Nuclear, Biological, Chemical Reconnaissance Vehicle - NBC偵察車両
RSTA（偵察、捜索、目標捕捉）大隊に配備される。
XM1296 ストライカーICVD
ICVドラグーン（Infantry Carrier Vehicle Dragoon）とも呼ばれていた。ストライカーICVに30mm機関砲Mk 44 ブッシュマスター IIを架装する無人砲塔（コングスベルグ製RT40）を装備した歩兵戦闘車型。
2018年にも量産開始とされていたが、2019年にあらためてGDLSのほか計6社（Kollsman.Inc、レオナルドDRS、レイセオン、プラット＆ミラーエンジニアリング＆ファブリケーション社、EOS Defense Systems）による競争となった。しかしプロジェクトはCOVID-19パンデミック等の混乱もあって遅延をきたし、最終的に2021年6月、プラット＆ミラーと協力していたオシュコシュが、ブッシュマスター IIをラファエル製サムソン RCWSをベースとする無人砲塔に架装したストライカーMCWSを、先に91両分1億3,000万ドル発注したことが伝えられた。
2022年5月までに試験用車両が納入され、2023年12月までにフォートルイスを拠点とする旅団が完全装備される予定である。計画通りに進めば2027年までにさらに500両、9億4,200万ドルに及ぶ契約になるという。

ストライカーMSL（Mobile SHORAD Launcher：機動短距離防空ランチャー）
車体後部を荷台状に切り欠いて装備したターレット上にミサイルランチャーと索敵、照準用の光学、赤外線センサーを搭載し、左右の発射器に最大4発ずつ、計8発の様々な種類の対空、対地ミサイルを搭載することが可能。
M1265A1 サージェントスタウト
IM-SHORAD（Initial Maneuver Short-Range Air Defense、暫定機動近距離防空）という名称で開発、調達開始されていたストライカーの防空型は、2024年10月頃に型式番号および、名誉勲章を授与された唯一の防空砲兵であるミッチェル W. スタウト軍曹にちなんだ愛称が与えられた。
アメリカ陸軍は自国の圧倒的航空優勢を背景に、陸上自衛隊の87式自走高射機関砲や93式近距離地対空誘導弾のような野戦防空ユニットを等閑視してきたが、2010年代以後実戦投入が始まった自爆攻撃型UAVのような小型低空低速（また多数投入が可能）な脅威は既存の防空手段では対処困難な差し迫ったリスクであると判断。
2020年10月2日、ジェネラル・ダイナミクス・ランド・システムズ（GDLS）が、12億1,900万ドルの製造・試験・納入契約を結んだと発表。最初の発注では28両のストライカーIM-SHORADを2億3,000万ドルで製造する。GDLSを主体にパートナーのレオナルドDRSとレイセオンによって開発されている車両は、先に試作されたストライカーMSLとは異なり通常型車体のルーフ上に砲塔を架装したレイアウトとなっている。砲塔はムーグ社製多目的プラットフォームであるRIwPターレットをベースに、中央に30mm機関砲XM914、同軸7.62mm機銃、右にFIM-92 スティンガー四連装発射機、左にロングボウ・ヘルファイアの二連装発射機の重武装を備える。火器管制装置にはMX-GCS光学／赤外線複合タレット、イスラエルのRada社製レーダーMHRを装備する。なお、制式型のM1265A1ではヘルファイアはオミットされる模様。
ストライカーDE-SHORAD
DE-SHORADはDirect Energy Maneuver Short-Range Air Defense（指向性エネルギー機動短距離防空）の略。車両のディーゼルエンジンから充電された大容量バッテリーで駆動する、出力50kW級のレーザー砲、ビームディレクター、EO/IR（電子光学／赤外線）によるターゲット捕捉・追尾システム、Ku720マルチミッションレーダーを統合し、対UAS（無人航空機）のほか防諜、監視、偵察機能を備える。
レイセオンと1億2,300万ドル（約141億円）の契約を結び、計4両の運用試験機を2022年内に納入予定。

## 運用国

### 現在の運用国
アメリカ合衆国

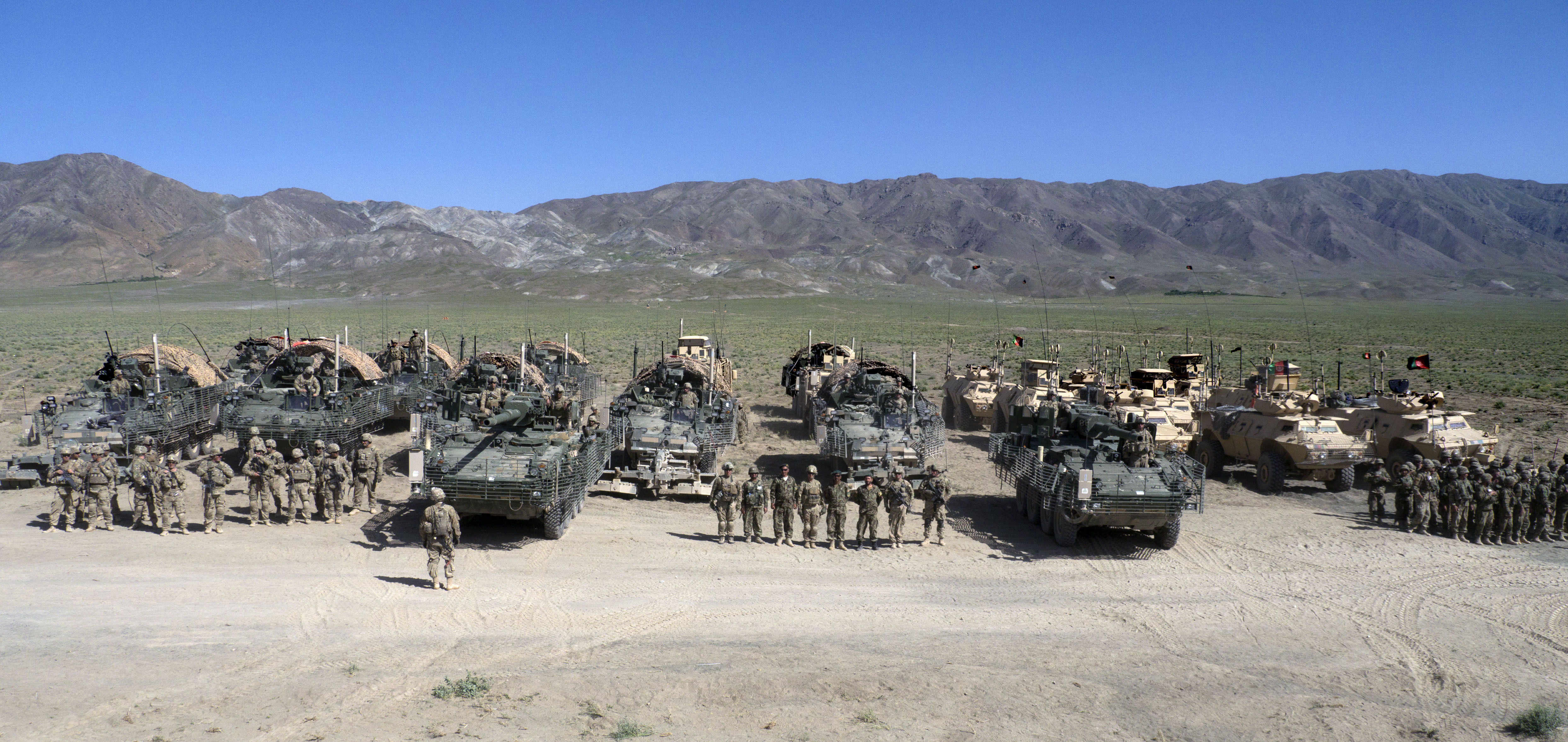
アフガニスタン軍との訓練のため展開するストライカー部隊

- アメリカ陸軍 - 2014年に生産終了するまでに合計4,466台を調達した。アメリカ陸軍においては、ストライカー装甲車ファミリーを主装備として、ストライカー旅団戦闘団（SBCT）が編成されている。旅団長は、他のタイプの旅団と同様に大佐（O-6）であり、定員は約3,900名とされている。

2022年現在、以下の9個のストライカー旅団が存在する。
- 第2歩兵師団
  - 第1旅団 （駐屯地：ワシントン州フォートルイス）
  - 第2旅団 （駐屯地：韓国ハンフリーズ基地）

- 第4歩兵師団（駐屯地：コロラド州）
  - 第1旅団
  - 第2旅団

- 第2騎兵連隊 （駐屯地：ドイツ） - 第25歩兵師団第1旅団から部隊名称を変更
- 第3騎兵連隊　（駐屯地：テキサス）
- 第11空挺師団
  - 第1旅団

- 陸軍州兵

- 第28歩兵師団
  - 第56旅団 （ペンシルベニア州陸軍州兵）

- 第81旅団

 タイ
- タイ王国陸軍 - 37両を8,000万ドルで購入、23両をアメリカから無償供与され、合計60両を調達する事を決定。2019年9月12日に首都バンコクの陸軍司令部で引き渡し式が開かれた。

 ウクライナ
ウクライナ空中機動軍がアメリカからの供与で189輌を運用中

### 調達予定国
アルゼンチン
アメリカはアルゼンチン軍に27台の売却を提案した。
 ブルガリア
合計183両（M1296×90台、M1126×17台、M1130×33台、M1132×9台、M1133×24台、M1135×10台）を発注。2025年後半から受領予定。
 北マケドニア
アメリカ国務省により54台の売却が承認されたが、のちに42両に削減された。2025年納入予定。
 ペルー
2016年にペルー陸軍が中古のM1126 ICVを中心に178両導入することを決定した。

### 不採用国
イスラエル
イスラエル国防軍次期装甲兵員輸送車としてストライカーを検討し、試験を行ったが、国内で開発されたナメルの採用を決定したため、中止した。
 カナダ
カナダ陸軍がレオパルトC1戦車（レオパルト1戦車のカナダ軍仕様）代替としてM1128 ストライカーMGSを導入する計画があったが、中止された。
 イラク
イラク治安部隊用に400両を対外有償軍事援助（FMS）で購入することを計画したが、ウクライナからBTR-4を調達することになったため、中止された。
 リトアニア
2015年、M113の後継車両の入札が行われ、ストライカーではなくドイツのボクサー装輪装甲車が採用された。

## 登場作品

### 映画・テレビドラマ

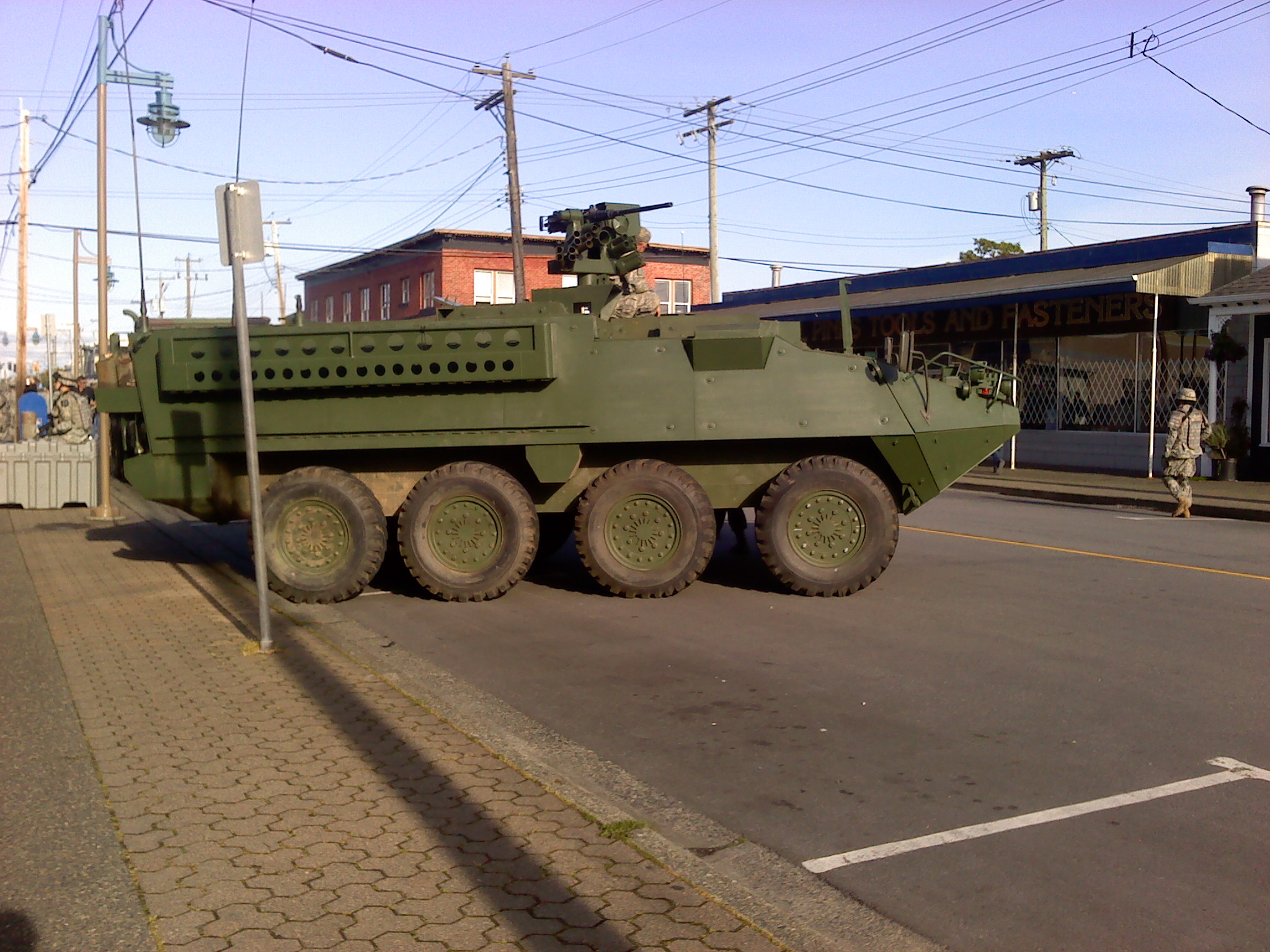
『GODZILLA ゴジラ』の撮影で使用されたレプリカ。車体部は木材で構成されている
（2013年5月13日撮影）

『GODZILLA ゴジラ』
実車ではなくレプリカ（自力走行はできないため、実質的にはモックアップである）が登場。
『ウォーキング・デッド』
シーズン1の第1話に登場。主人公の目覚めた病院前に1台が放置されていた。
『トランスフォーマー/ダークサイド・ムーン』
終盤のシカゴでの戦闘にて、アメリカ軍所属のICVとMCが登場。MCは120mm迫撃砲を射撃する様子も描かれている。

### アニメ
『つり球』

### 漫画
『ピクル』
物語中、ピクルを捕獲するためICVで構成された部隊が登場。しかし、装甲に穴を空けられて大破する。

### ゲーム
『Project Reality（BF2）』
アメリカ陸軍の装甲兵員輸送車（APC）としてICV（M2機銃搭載型とMk.19 自動擲弾発射機搭載型の2種類）が登場する。
『ArmA: Armed Assault』
アメリカ陸軍の兵器としてICV（M2機銃搭載型とMk.19 自動擲弾発射機搭載型の2種類）とATGMが登場する。全てプレイヤー・AI共に操作可能。メインキャンペーン"Armed Assault"の一部のミッションではプレイヤーの指揮下に入ることもある。
『ARMA 2』
独立拡張パック"Operation Arrowhead"にICV・MGS・MC・CV・CEV・ATGMなど各種バリエーションが登場し、プレイヤーやAIが操作可能。
『Just Cause』
サン・エスペリート軍と麻薬カルテルが所有している。プレイヤーは両方とも乗車することや入手することが可能。
『コール オブ デューティシリーズ』
『CoD:MW2』
Act II「エクソダス」でICVが登場し、レーザー照準器で攻撃目標を指示できる。搭乗はできない。
余談だが、オリジナル版MW2 日本語版では同ミッション内のブリーフィングシーンにて、フォーリー軍曹から「ハニーバジャーは腰抜けばかりです」ど罵倒するシーンが見られる。
『CoD:MW3』
アメリカ軍の装甲車としてM2重機関銃を搭載したICVが登場する。
『CoDMW』
ミッション「狩りの時間」で序盤からアメリカ海兵隊と共に進軍するが､IEDで呆気なく破壊される。
『大戦略シリーズ』
ICV・MGS・ATGMが登場。
『マーセナリーズ』
国連軍が使用する装甲兵員輸送車として「M1126 APC」という名称で登場する。
『マーセナリーズ2 ワールド イン フレームス』
連合軍が使用する装甲車として登場する。M134 ミニガンを搭載した「ガーディアンAPC」、ジャミング装置を搭載した「ガーディアンジャマー」、M134と対戦車ミサイルランチャーを搭載した「ガーディアンAT」の3種類が登場する。
『メタルギアソリッド4』
PMCの兵士がAct.IでICVを使用。
また、ドレビンはオクトカムの機能が搭載されたストライカーをストーリーを通して使用する。
『エースコンバット7』
オーシア国防陸軍がICVを運用している。